# زوانیمیر ووکیچ
زوانیمیر ووکیچ (صربی: Zvonimir Vukić؛ زادهٔ ۱۹ ژوئیهٔ ۱۹۷۹) یک بازیکن فوتبال اهل کشور صربستان است.